# 2710 Veverka
2710 Veverka је астероид главног астероидног појаса са средњом удаљеношћу од Сунца која износи 2,427 астрономских јединица (АЈ).
Апсолутна магнитуда астероида је 13,5.